# NA60

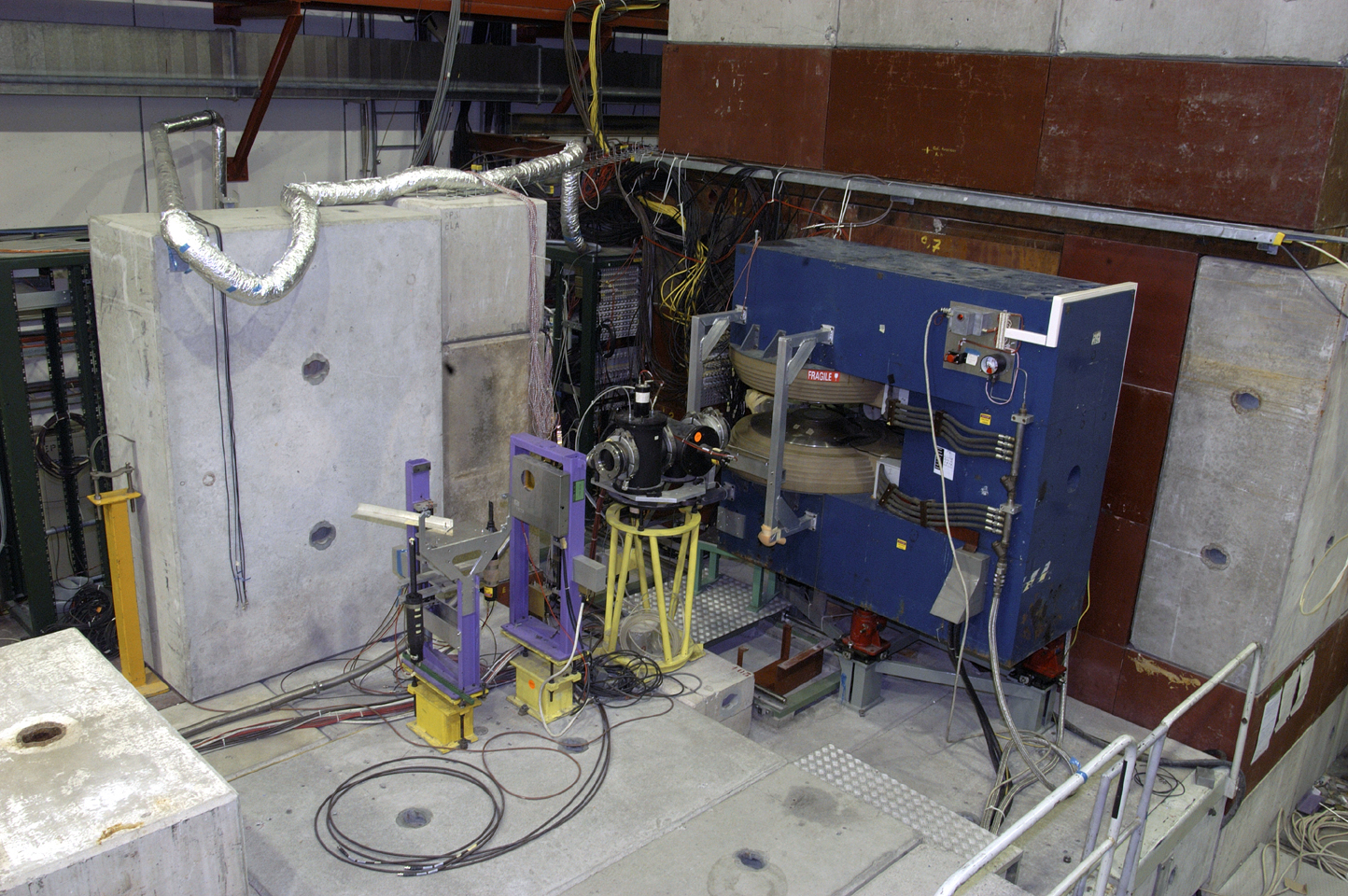
Le détecteur du NA60, dans le hall B911 du CERN

NA60 (North Area 60 : 60e expérience de la zone nord de l'accélérateur) est une expérience de physique nucléaire localisée sur le SPS du CERN (Genève).
Elle est destinée à l'étude d'un plasma quark-gluon obtenu par collision d'ions lourds.